# Distenia
Distenia är ett släkte av skalbaggar. Distenia ingår i familjen långhorningar.

## Dottertaxa tillDistenia, i alfabetisk ordning[1]
- Distenia agroides
- Distenia ampliata
- Distenia angustata
- Distenia annulicornis
- Distenia bougainvilleana
- Distenia caerulescens
- Distenia carinata
- Distenia chaparensis
- Distenia charynae
- Distenia cinctipennis
- Distenia columbina
- Distenia cyaneipennis
- Distenia dayak
- Distenia dillonorum
- Distenia dissimilis
- Distenia dohertii
- Distenia dravidiana
- Distenia esmeralda
- Distenia fastuosa
- Distenia femoralis
- Distenia forcipata
- Distenia formosana
- Distenia fossulata
- Distenia fulvipennis
- Distenia granulipes
- Distenia gressitti
- Distenia heterotarsalis
- Distenia kalidasae
- Distenia langurioides
- Distenia levitemporalis
- Distenia limbata
- Distenia macella
- Distenia marcelae
- Distenia mellina
- Distenia mermudesi
- Distenia metallica
- Distenia minor
- Distenia nigrosparsa
- Distenia notabilis
- Distenia peninsularis
- Distenia perforans
- Distenia phaeocera
- Distenia picea
- Distenia pici
- Distenia pilosa
- Distenia plumbea
- Distenia pryeri
- Distenia pullula
- Distenia punctulata
- Distenia rufipes
- Distenia rufobrunnea
- Distenia rugiscapis
- Distenia sallaei
- Distenia samarensis
- Distenia semiflava
- Distenia shennongjiaensis
- Distenia solangeae
- Distenia sparsepunctata
- Distenia spinipennis
- Distenia splendens
- Distenia stenola
- Distenia striaticollis
- Distenia sumatrensis
- Distenia suturalis
- Distenia tavakiliani
- Distenia tonkinea
- Distenia tricostata
- Distenia tuberosa
- Distenia turnbowi
- Distenia viridicyanea
- Distenia wolongensis